# Haplospize ardoisé
Haplospiza rustica
Espèce
Statut de conservation UICN

 LC  : Préoccupation mineure
Répartition géographique
L'Haplospize ardoisé (Haplospiza rustica) est une espèce de passereaux appartenant à la famille des Thraupidae.
Ses nids ont été décrits comme étant en forme de coupe, peu élaborés, construits principalement à partir de graminées et camouflées parmi la végétation épiphyte.